# 柏矢町駅
柏矢町駅（はくやちょうえき）は、長野県安曇野市穂高柏原にある、東日本旅客鉄道（JR東日本）大糸線の駅である。駅番号は「33」。
駅名は周辺の地名である柏原と矢原の合成による。

## 歴史
- 1915年（大正4年）6月1日：信濃鉄道の豊科駅 - 当駅間が開通し、開業[3][4]。旅客・貨物の取り扱いを開始[4]。
- 1916年（大正5年）9月18日：南松本駅を松本駅に統合して共同使用駅化し、同駅経由での旅客連絡運輸を開始[3]。
- 1926年（大正15年）1月8日：信濃鉄道が全線電化し、旅客列車を電車化[3]。
- 1937年（昭和12年）6月1日：信濃鉄道の国有化[5]。
- 1957年（昭和32年）8月15日：中土駅 - 小滝駅間が開通して全線開通し、大糸線と改称[3]。
- 1960年（昭和35年）9月：松本駅 - 信濃大町駅間の貨物列車を電化[6]。
- 1970年（昭和45年）
  - 11月9日：業務委託駅となる[7]。
  - 12月7日：貨物の取り扱いを廃止[4]。
- 1984年（昭和59年）2月1日：荷物の扱いを廃止[4]。
- 1985年（昭和60年）3月22日：駅員無配置となり[8]、簡易委託駅となる[9]。
- 1987年（昭和62年）4月1日：国鉄分割民営化に伴い、東日本旅客鉄道（JR東日本）の駅となる[10]。
- 2025年（令和7年）3月15日：ICカード「Suica」の利用が可能となる[11][12]。東京近郊区間に編入される[11]。

## 駅構造
単式ホーム1面1線を有する地上駅である。かつては貨物線も入る1面2線の島式ホームであった。その痕跡となる遺跡は近年まで残っていたが、駅前駐車場整備に伴い破壊された。2009年（平成21年）には、ホームに屋根が設置された。木造駅舎を有する。
豊科駅管理の簡易委託駅で、駅業務は安曇野市に委託されている。簡易Suica改札機（入場機・出場機）が設置されている。

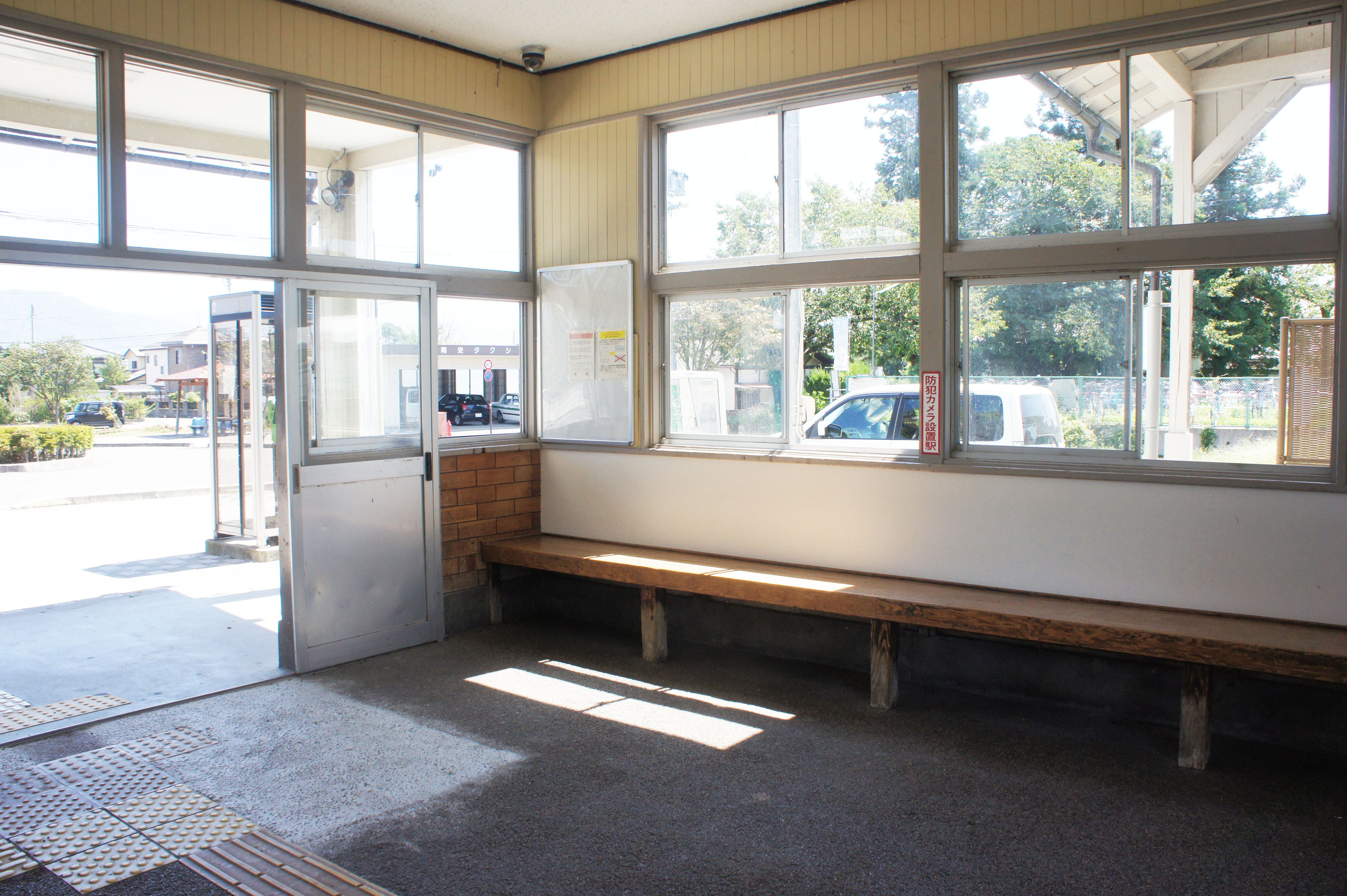
待合室（2021年8月）
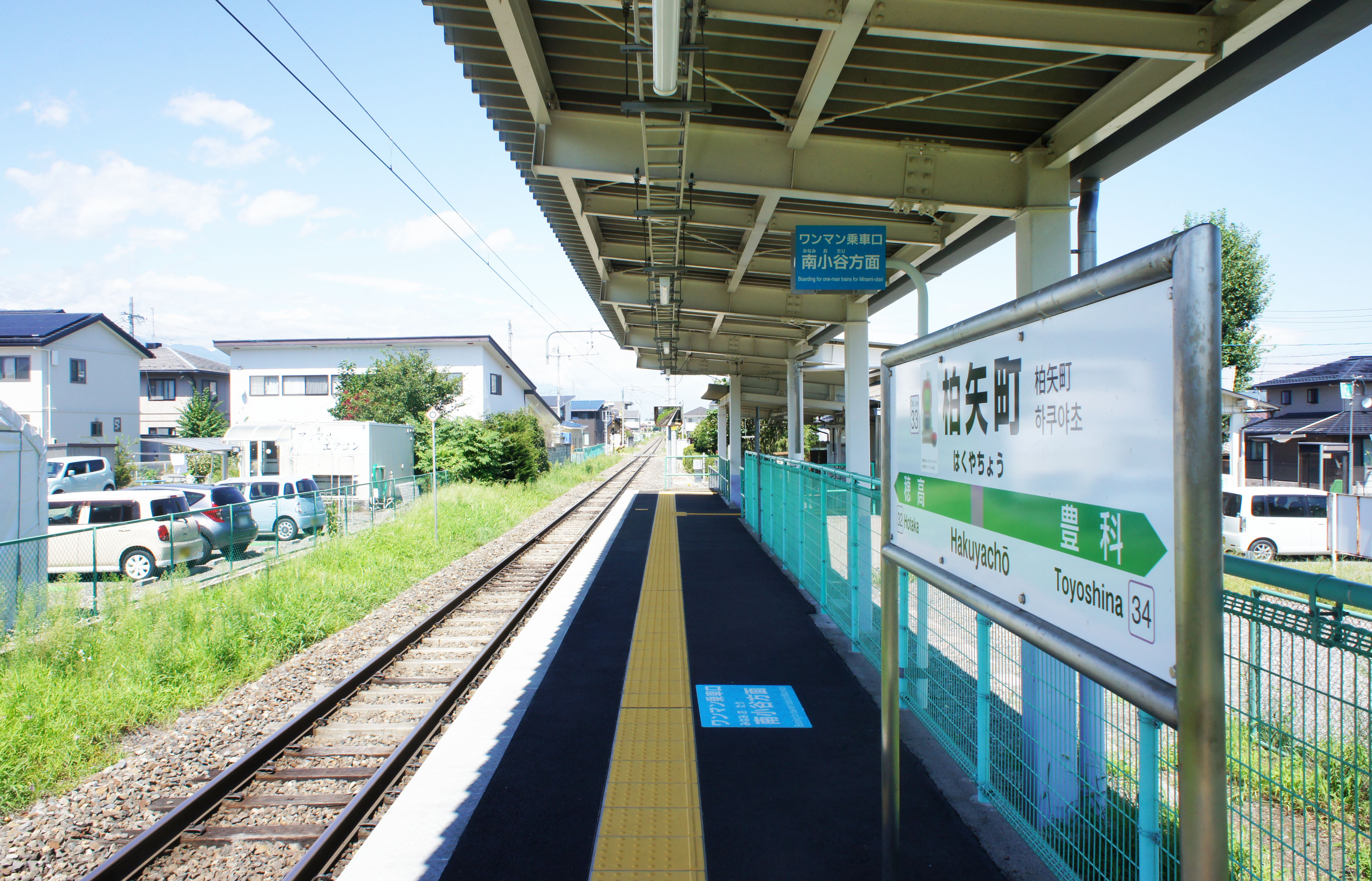
ホーム（2021年8月）

## 利用状況
JR東日本によると、2023年度（令和5年度）の1日平均乗車人員は520人である。
2000年度（平成12年度）以降の推移は以下のとおりである。
| 1日平均乗車人員推移 | 1日平均乗車人員推移 | 1日平均乗車人員推移 | 1日平均乗車人員推移 | 1日平均乗車人員推移 |
| 年度                | 定期外              | 定期                | 合計                | 出典                |
| ------------------- | ------------------- | ------------------- | ------------------- | ------------------- |
| 2000年（平成12年）  |                     |                     | 518                 | [ 利用客数 2 ]      |
| 2001年（平成13年）  |                     |                     | 517                 | [ 利用客数 3 ]      |
| 2002年（平成14年）  |                     |                     | 507                 | [ 利用客数 4 ]      |
| 2003年（平成15年）  |                     |                     | 508                 | [ 利用客数 5 ]      |
| 2004年（平成16年）  |                     |                     | 511                 | [ 利用客数 6 ]      |
| 2005年（平成17年）  |                     |                     | 511                 | [ 利用客数 7 ]      |
| 2006年（平成18年）  |                     |                     | 497                 | [ 利用客数 8 ]      |
| 2007年（平成19年）  |                     |                     | 511                 | [ 利用客数 9 ]      |
| 2008年（平成20年）  |                     |                     | 518                 | [ 利用客数 10 ]     |
| 2009年（平成21年）  |                     |                     | 517                 | [ 利用客数 11 ]     |
| 2010年（平成22年）  |                     |                     | 527                 | [ 利用客数 12 ]     |
| 2011年（平成23年）  |                     |                     | 537                 | [ 利用客数 13 ]     |
| 2012年（平成24年）  | 118                 | 402                 | 520                 | [ 利用客数 14 ]     |
| 2013年（平成25年）  | 117                 | 414                 | 532                 | [ 利用客数 15 ]     |
| 2014年（平成26年）  | 114                 | 398                 | 512                 | [ 利用客数 16 ]     |
| 2015年（平成27年）  | 116                 | 404                 | 521                 | [ 利用客数 17 ]     |
| 2016年（平成28年）  | 116                 | 404                 | 521                 | [ 利用客数 18 ]     |
| 2017年（平成29年）  | 117                 | 389                 | 507                 | [ 利用客数 19 ]     |
| 2018年（平成30年）  | 118                 | 387                 | 506                 | [ 利用客数 20 ]     |
| 2019年（令和元年）  | 114                 | 405                 | 519                 | [ 利用客数 21 ]     |
| 2020年（令和02年）  | 54                  | 401                 | 456                 | [ 利用客数 22 ]     |
| 2021年（令和03年）  | 62                  | 415                 | 478                 | [ 利用客数 23 ]     |
| 2022年（令和04年）  | 70                  | 423                 | 494                 | [ 利用客数 24 ]     |
| 2023年（令和05年）  | 77                  | 442                 | 520                 | [ 利用客数 1 ]      |

一日平均乗車人員（単位：人/日）

## 駅周辺
駅前には商店のほか、タクシーの待合所がある。住宅はやや多い。
- 安曇野の里
  - 田淵行男記念館
  - あづみ野ガラス工房
  - プラザ安曇野
  - ビレッジ安曇野
- 飯沼飛行士記念館
- わさび田湧水群 憩いの池
- 県民豊科運動広場
- 県道441号（あづみ野やまびこ自転車道）
- 南安タクシー柏矢町営業所
- 国道147号
- 長野県道309号塚原穂高停車場線
- 矢原堰
- あづみのショッピングプラザ
- 日吉神社
- 柏原圃場竣工記念広場
- 拾ヶ堰
- 国営アルプスあづみの公園（堀金・穂高地区） - 約5 km

## 隣の駅
東日本旅客鉄道（JR東日本）
■大糸線
快速（上り1本のみ運転）・普通 
豊科駅 (34) - 柏矢町駅 (33) - 穂高駅 (32)

### 記事本文
1. 1 2 3 4 5 6 7 8  信濃毎日新聞社出版部『長野県鉄道全駅 増補改訂版』信濃毎日新聞社、2011年7月24日、100頁。ISBN 9784784071647。
2. 1 2  『大糸線に「駅ナンバー」を導入します』（PDF）（プレスリリース）東日本旅客鉄道長野支社、2016年12月7日。オリジナルの2016年12月8日時点におけるアーカイブ。2016年12月8日閲覧。
3. 1 2 3 4 5  『東筑摩郡松本市塩尻市誌 第三巻 現代下』 東筑摩郡・松本市・塩尻市郷土資料編纂会、1965年。
4. 1 2 3 4 5  石野哲 編『停車場変遷大事典 国鉄・JR編 II』（初版）JTB、1998年10月1日、208頁。ISBN 978-4-533-02980-6。
5. ↑  大町市史編纂委員会 『大町市史 第四巻 近代・現代』 大町市、1985年9月1日。
6. ↑  大町市史編纂委員会 『大町市史 第五巻 民俗・観光』 大町市、1984年7月1日。
7. ↑  「第6章 営業／7 営業体制の近代化」『長鉄局二十年史』日本国有鉄道長野鉄道管理局、1971年3月30日、346頁。
8. ↑  「「通報」中央本線洗馬駅ほか14駅の駅員無配置について（旅客局）」『鉄道公報』日本国有鉄道総裁室文書課、1985年3月18日、2面。
9. ↑  長野鉄道管理局 編『写真でつづる長野鉄道管理局の歩み』長野鉄道管理局、1987年3月10日、356頁。
10. ↑  『交通年鑑 昭和63年版』 交通協力会、1988年3月。
11. 1 2 3  『2025年3月15日（土）長野県のSuica利用がますます便利になります』（PDF）（プレスリリース）東日本旅客鉄道長野支社、2024年12月13日。オリジナルの2024年12月13日時点におけるアーカイブ。2024年12月16日閲覧。
12. ↑  『長野県におけるSuicaご利用駅の拡大について』（PDF）（プレスリリース）東日本旅客鉄道長野支社、2023年6月20日。オリジナルの2023年6月20日時点におけるアーカイブ。2023年6月20日閲覧。

### 利用状況
1. 1 2  各駅の乗車人員（2023年度） - JR東日本
2. ↑  各駅の乗車人員（2000年度） - JR東日本
3. ↑  各駅の乗車人員（2001年度） - JR東日本
4. ↑  各駅の乗車人員（2002年度） - JR東日本
5. ↑  各駅の乗車人員（2003年度） - JR東日本
6. ↑  各駅の乗車人員（2004年度） - JR東日本
7. ↑  各駅の乗車人員（2005年度） - JR東日本
8. ↑  各駅の乗車人員（2006年度） - JR東日本
9. ↑  各駅の乗車人員（2007年度） - JR東日本
10. ↑  各駅の乗車人員（2008年度） - JR東日本
11. ↑  各駅の乗車人員（2009年度） - JR東日本
12. ↑  各駅の乗車人員（2010年度） - JR東日本
13. ↑  各駅の乗車人員（2011年度） - JR東日本
14. ↑  各駅の乗車人員（2012年度） - JR東日本
15. ↑  各駅の乗車人員（2013年度） - JR東日本
16. ↑  各駅の乗車人員（2014年度） - JR東日本
17. ↑  各駅の乗車人員（2015年度） - JR東日本
18. ↑  各駅の乗車人員（2016年度） - JR東日本
19. ↑  各駅の乗車人員（2017年度） - JR東日本
20. ↑  各駅の乗車人員（2018年度） - JR東日本
21. ↑  各駅の乗車人員（2019年度） - JR東日本
22. ↑  各駅の乗車人員（2020年度） - JR東日本
23. ↑  各駅の乗車人員（2021年度） - JR東日本
24. ↑  各駅の乗車人員（2022年度） - JR東日本